# Maja Perfiljeva
Maja Perfiljeva (Tivat, Crna Gora, 1. svibnja 1941. — Zagreb, 8. srpnja 2019.) bila je hrvatska pjesnikinja, profesorica hrvatskog jezika i književnosti i slikarica. Najpoznatija je kao autorica brojnih tekstova poznatih pjesama pop i rock glazbe tijekom 70-ih godina 20. stoljeća. Najviše je surađivala sa sarajevskom rock grupom Indexi, a jedan njen tekst „I Can't Forget” otpjevao je i britanski rock bend „The Shadows”.

## Djetinjstvo
Rođena je u Tivtu, u Boki kotorskoj u Crnoj Gori 1941. godine. Njen otac Igor Perfiljev ruski je emigrant, rođen u Čiti u istočnom Sibiru. Nakon što je izbjegao iz Rusije nakon revolucionarnih zbivanja, bio je primljen u elitnu Pomorsku akademiju u Dubrovniku, odakle je kao mladi kadet na školskom jedrenjaku uplovio u luku Tivat, u Boki kotorskoj, gdje je upoznao svoju buduću ženu. Majka Maje Perfiljeve kći je Talijanke i tadašnjeg gradonačelnika Tivta. 
Maja Perfiljeva rano je djetinjstvo provela u Tivtu. Osnovnu školu i gimnaziju završila je u Dubrovniku i Splitu, jer se obitelj selila. Njezina je majka htjela da studira arhitekturu ili medicinu, ali je Maja htjela studirati književnost. Na majčino inzistiranje upisala je arhitekturu, završila prvu godinu i nakon toga upisala studij književnosti na Filozofskom fakultetu u Zagrebu.

## Autorica pjesama
Nakon završenog studija dugo se nije mogla zaposliti pa je pisala pjesme. Konačno se zaposlila u srednjoj tehničkoj školi, gdje je predavala hrvatski jezik i književnost, ali je nastavila pisati tekstove za razne festivale.
Bila je deset godina u braku s doajenom hrvatske šansone Hrvojem Hegedušićem. Ona ga je nagovorila da sudjeluju na Splitskom festivalu 1965. godine, s pjesmom "Riva u noći", koju su izveli Zdenka Vučković i Ivo Robić. Pjesma nije ušla u finale. Sljedeća pjesma koju je napisala bila je “Bokeljska noć”. Skladba je u izvedbi Vice Vukova pobijedila na Splitskom festivalu 1966. godine. Sljedeće godine na festivalu "Intervizija" u Bratislavi ova pjesma pobjeđuje i osvaja nagradu "Zlatni ključ". Inspiraciju za ovu pjesmu pronašla je u manifestaciji Bokeljska noć koja se u Kotoru održava već dva stoljeća.
Na Opatijskom festivalu, Kornelije Kovač upoznao je ju s ostalim članovima sarajevske rock grupe Indexi. Nakon Opatije, Indexi su nastupili u Zagrebu i pozvali Maju Perfiljevu da na koncertu čita svoje pjesme. Bilo je to u vrijeme kad je objavila svoju prvu knjigu pjesama. S Indexima surađuje od 1971. godine i za njih je napisala mnogo tekstova pjesama. Prva pjesma koju je napisala za njih bila je tada veliki hit "Da sam ja netko". Uslijedilo je još 14 pjesama Indexa, koje je napisala, među kojima su: "Sanjam", "Balada", "Hej ti", "Moja hrana" i dr.
Osim za Indexe, Maja je pisala tekstove i za mnoge druge glazbenike među kojima su: Josipa Lisac, Duško Lokin, Krunoslav Slabinac, Gabi Novak, Dalibor Brun, Vesna Pisarović, Silente, Marina Perazić, Aleksandar Obradović, Mišo Kovač, Boris Novković, Radojka Šverko, Ismeta Krvavac, Dušanka Belada, Anita Popović, Nikola Trtica, Miro Ungar i drugi.
Neke od njenih najpoznatijih pjesama osim već spomenutih su: "Moje ludo srce" (Mirko Cetinski), "Niko nije kao ti" (Josipa Lisac), "Gazi, dragi, srce moje" (Gabi Novak), "Tvoja mati je legla da spava" (Milo Hrnić), "Žalit ćemo dušo, žalit ćemo" (Krunoslav Slabinac), "Tužna je Anuška" (Krunoslav Slabinac) i dr.

## Slikarstvo
Maja Perfiljeva sa slikarstvom se upoznala u djetinjstvu. Dok je obitelj živjela u Dubrovniku, živjela je kod ruskog liječnika Milnikova, kod kojega je često dolazio slikar Aleksej Vasiljevič Hansen, koji je Majinu ocu predavao nacrtnu geometriju na Pomorskoj akademiji. Sama Maja počela je slikati u Beču, gdje je boravila tijekom Domovinskog rata, sa starijom sestrom Asje, koja je također umjetnica. Radila je slike na svili.

## Privatni život
Maja se vrlo rano udala za šest godina starijeg Hrvoja Hegedušića s kojim je započela svoj put u svijet glazbe. Brak je trajao 10 godina, a Hegedušić ga je opisao kao boemski. Nakon razvoda više se nije udavala. Živjela je na Medveščaku u Zagrebu, gdje je i preminula 8. srpnja 2019. godine.